# Infants de Cleveland
Les Infants de Cleveland (en anglais : Cleveland Infants) sont une franchise de la Players League basée à Cleveland (Ohio) aux États-Unis. 
Parmi les principaux joueurs des Infants, on trouve Ed Delahanty, membre du Temple de la renommée du baseball, et les anciens joueurs des Cleveland Spiders, Larry Twitchell, Jersey Bakely, Cinders O'Brien, Paul Radford, Pop Snyder, Cub Stricker et Jimmy McAleer, notamment. Henry Larkin était manager et joueur.
À l'occasion de l'unique saison de la Players League, Cleveland termine septième sur huit du classement final avec 55 victoires pour 75 défaites.